# ساتوشی میکامی
ساتوشی میکامی (انگلیسی: Satoshi Mikami; ۸ ژوئن ۱۹۶۸ – ) بازیگر، صداپیشه، و بازیگر تلویزیون اهل ژاپن بود. وی از سال ۱۹۹۹ میلادی تاکنون مشغول فعالیت بوده‌است.